# Pilar de Zaragoza
Pilar de Zaragoza är en ort i Mexiko.   Den ligger i kommunen Durango och delstaten Durango, i den centrala delen av landet, 700 km nordväst om huvudstaden Mexico City. Pilar de Zaragoza ligger 1 883 meter över havet och antalet invånare är 813.
Terrängen runt Pilar de Zaragoza är platt åt nordost, men åt sydväst är den kuperad. Runt Pilar de Zaragoza är det ganska tätbefolkat, med 60 invånare per kvadratkilometer. Närmaste större samhälle är Victoria de Durango, 11,9 km nordväst om Pilar de Zaragoza. Trakten runt Pilar de Zaragoza består i huvudsak av gräsmarker.